# Regimiento SS de Granaderos (1.º Rumano)
Durante la Segunda Guerra Mundial , el Regimiento SS de Granaderos (1.º Rumano) (en alemán: Waffen-Grenadier Regiment der SS (Rumänisches Nr. 1)) se formó con miembros de la 4.ª División de Infantería rumana que se había estado reacondicionando en territorio alemán cuando Rumania firmó un alto el fuego con la Unión Soviética.
El regimiento también incluía miembros de la Guardia de Hierro fascista, que siempre tuvo una estrecha relación con las SS. Se adjuntó al III SS Cuerpo Panzer (germánico) y luchó en el frente del río Oder hasta principios de marzo de 1945. Luego fue trasladado a los accesos orientales en Berlín, donde fue aplastado por la ofensiva soviética que se lanzó contra la ciudad el 16 de abril.

## Formación del batallón
Los alemanes esperaban que esta unidad formara la base de una División SS de Granaderos Waffen (1.ª Rumana) y con ese fin se formó un segundo regimiento, el Waffen-Grenadier Regiment der SS (Rumänisches Nr. 2) que comenzó a formarse en Döllersheim, en Austria. Sin embargo, en esta etapa de la guerra no había combustible para los vehículos, había poca comida y no había armas ni municiones para el nuevo regimiento. En abril de 1945, los dos batallones que se habían formado se utilizaron como batallones de construcción.

## Comandantes
- SS-Sturmbannführer Gustav Wagner
- SS-Standartenführer Albert Ludwig

## Orden de batalla
- I. Bataillon
- II. Bataillon